# Carlo Emanuele Madruzzo
Carlo Emanuele Madruzzo (5 de noviembre de 1599 – 15 de diciembre de 1658) fue el príncipe-obispo de Trento, en el norte de Italia, desde enero de 1629 hasta su muerte.

## Biografía
Carlo Emanuele Madruzzo nació en el castillo de Issogne, en el seno de la noble familia de los Madruzzo, de la cual varios miembros también fueron príncipes-obispos de Trento.
En su juventud estudió gramática y retórica en Múnich y filosofía en Ingolstadt, en escuelas jesuitas. Más tarde se trasladó a Perugia, donde estudió derecho. En 1619 fue llamado de vuelta a Trento, donde su tío, el cardenal Carlo Gaudenzio Madruzzo, lo había elegido como su asistente y sucesor como príncipe-obispo. En 1627 tomó los votos.
Tras obtener el trono en Trento, tuvo que enfrentarse a un periodo de crisis provocado por la Guerra de los Treinta Años y por las tensas relaciones entre el emperador del Sacro Imperio Romano Germánico y el papado. Durante su reinado, consiguió obtener un mayor grado de libertad respecto a la Casa de Habsburgo. En 1631 huyó de la ciudad, que había sido azotada por la peste; Madruzzo atrajo más críticas por su relación con una noble, Claudia Particella. Solicitó repetidamente una dispensa papal para poder casarse con ella y legitimar a sus hijos.
Murió repentinamente en Trento en diciembre de 1658.